# Schloss Kroisbach

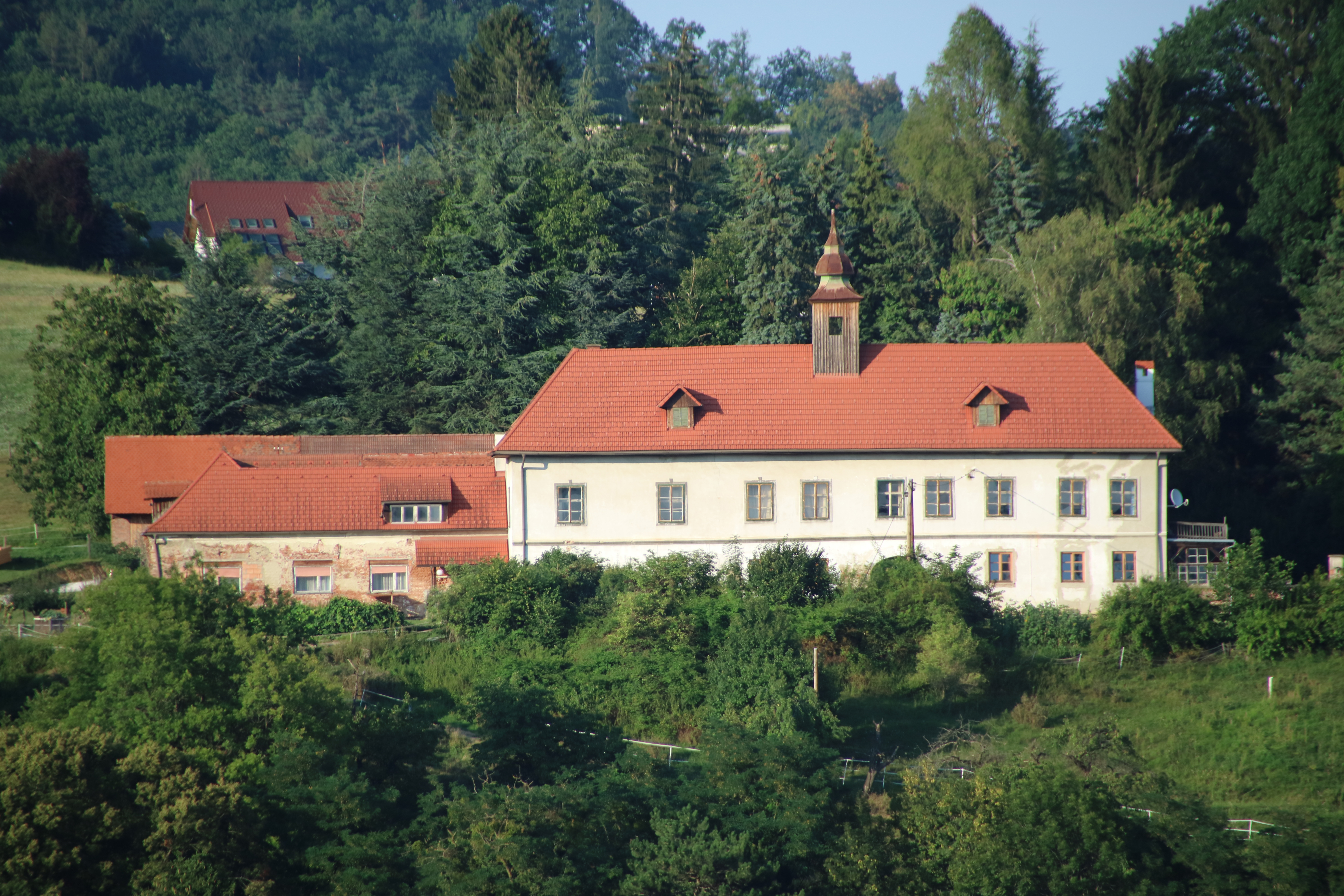
Ansicht von Südwesten

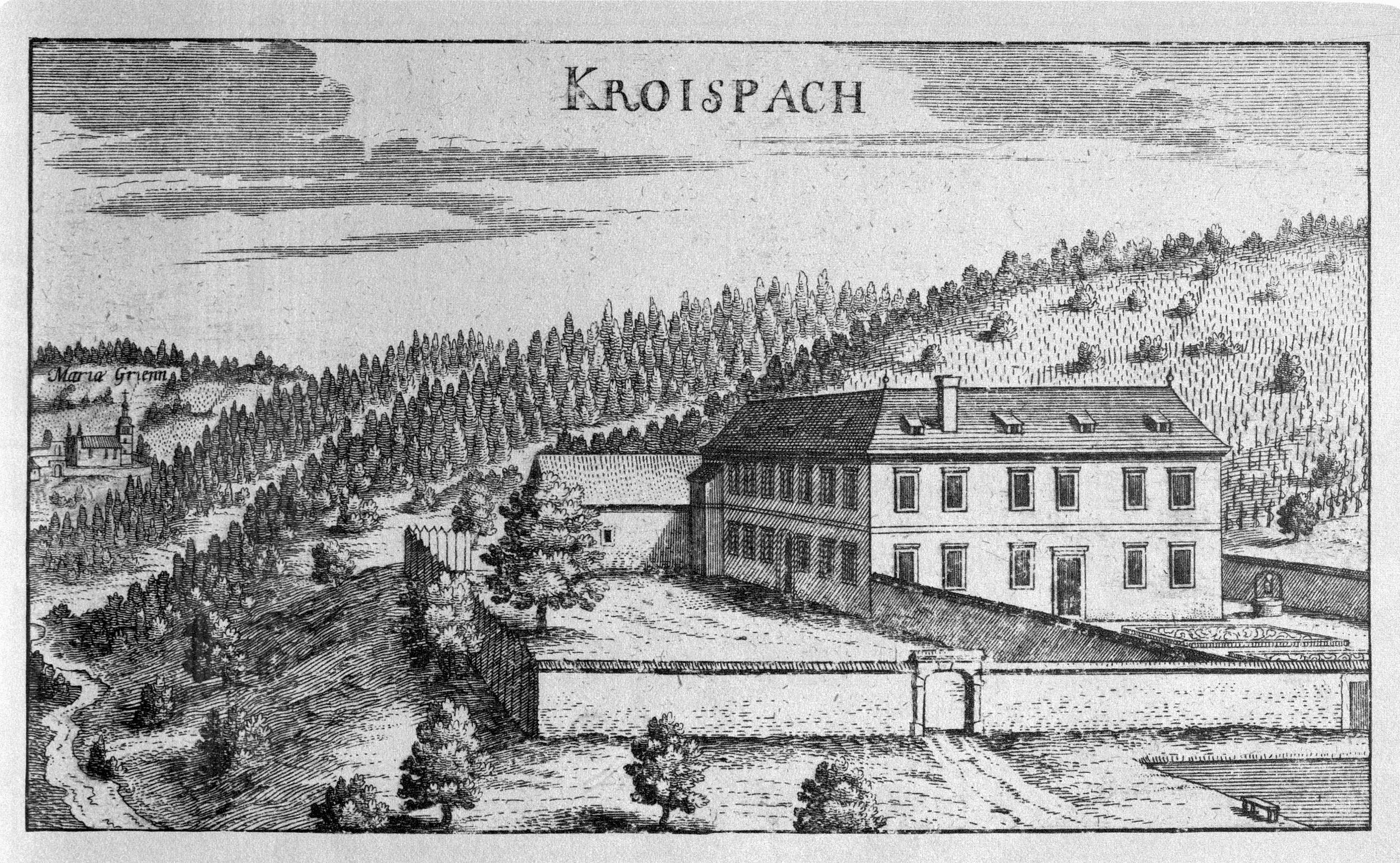
Schloss Kroisbach nach einem Stich von Georg Matthäus Vischer, 1681

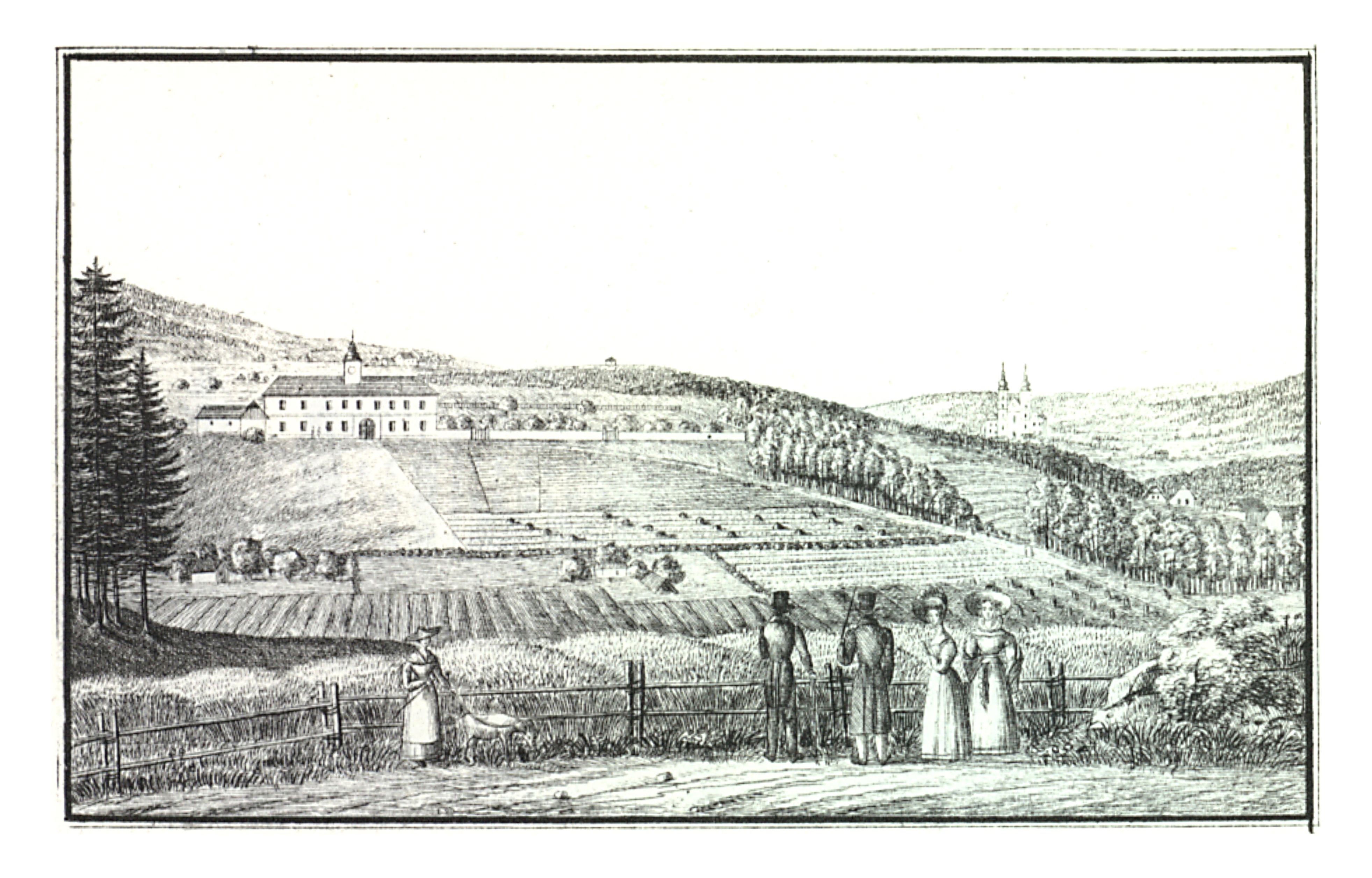
Schloss Kroisbach um 1830, Lith. Anstalt J.F. Kaiser, Graz

Das Schloss Kroisbach, auch Haignitzhof genannt, ist ein Schloss im elften Grazer Stadtbezirk Mariatrost. 

## Geschichte und Gestaltung
Das Schloss Kroisbach liegt am Westabhang der Grazer Platte und im Mariagrüntal. Es wurde zwischen 1650 und 1655 vom Mauermeister Domenico Rossi für den Grafen Abundio Inzaghi im Barockstil erbaut. Unter den Grafen Galler fanden im Jahr 1694 und im 19. Jahrhundert Umbauten statt. Im Jahr 1965 wurde die Westfassade restauriert. 
Beim Schloss Kroisbach handelt es sich um einen rechteckigen Baublock mit zwei Geschoßen und zwei Innenhöfen. Am Westtrakt ist ein eingeschoßiger hölzerner Dachreiter mit Zwiebelhaube zugebaut. Bemerkenswert sind ein Rundbogen-Steinportal und Biedermeieröfen aus dem zweiten Viertel des 19. Jahrhunderts im südöstlichen Eckzimmer.